# Carla Thomas (cestista)
Carla Thomas (Mechanicsburg, 31 ottobre 1985) è un'ex cestista statunitense, professionista nella WNBA.

## Carriera
È stata selezionata dalle Chicago Sky al primo giro del Draft WNBA 2007 (10ª scelta assoluta).